# 科学论
科学论（Science studies），是一个科际整合研究领域，旨在使科学专门知识纳入广泛的社会、历史和哲学范畴。有些人开始利用科技与社会，在公共领域促进专家和普通大众的知识交互。

## 范围
科学论的实际例子包括生物伦理学、疯牛病、污染、全球变暖、生物医学、物理科学、自然灾害预测、（所谓的）切尔诺贝利灾难对英国的影响、科学政策的产生与审查和风险管理。人們所关心的根本问题是关于公认专家的角色——他们是否能为政府和地方当局提供信息，以便其作出决定，以及如何區分外行人群和专家，并在自由民主的社会中，讓專家与政策制定过程互相交互。
科学家研究特定现象，然后实践者进行验证，例如：
- 技术环境、感知仪器和《实验室生活（英语：Laboratory Life）》（比较卡琳·克诺尔-塞蒂纳（英语：Karin Knorr-Cetina）、布鲁诺·拉图、汉斯-乔治·莱茵贝格尔（英语：Hans-Jörg Rheinberger））
- 科学和技术（例如维贝·比克（英语：Wiebe Bijker）、特雷弗·平奇、托马斯·P·休斯（英语：Thomas . Hughes））
- 科技和社会（例如彼得·魏因加特（英语：Peter Weingart）、乌尔丽克·费尔特（英语：Ulrike Felt）、海尔格·诺沃特尼（英语：Helga Nowotny）和赖纳·格伦德曼（英语：Reiner Grundmann））
- 语言和科学修辞（英语：Rhetoric of science）（例如查尔斯·柏泽曼（英语：Charles Bazerman）、艾伦·G·格罗斯（英语：Alan G. Gross）、格雷格·迈尔斯[Greg Myers]）
- 科学之美和科学中的视觉文化（u.a. 彼得·盖梅尔（德语：Peter Geimer）），科学实践中审美标准的作用（比较数学之美）和科学发展中情感、认知和理性之间的关系[4]
- 创造性过程的符号学研究，类似于在新想法的发现、概念化和实现过程中。[5]或合作研究中不同形式知识间的交互与管理。[6]
- 大规模的研究和研究机构，例如粒子对撞机（沙龙·特拉威克（英语：Sharon Traweek））[7]
- 研究伦理学、科学政策（英语：Science policy）与大学的作用[8][9]

## 历史
玛丽亚·奥索夫斯卡和斯坦尼斯拉夫·奥索夫斯基在1930年代开始引入这个概念。托马斯·库恩的《科学革命的结构》（1962年）引起了大家对科学史和科学的哲学基础的更多兴趣。库恩的工作建立了一个理论——科学史并不像是线性连续的发现，而更像是科学哲学的范式概念。范式是更广泛的社会知识结构，它能确定哪些类型的真理假说是有道理的。科学论试图确定决定性的二分法，就像科学与技术、自然与文化、理论与实践一样；科学与精细工艺导致各种科学领域和实践的分离。科学知识社会学发展于爱丁堡大学，在那里大卫·布鲁尔和他的同事们发展了被称为“强社会学”的理论。强社会学提议，“真的”和“假的”科学理论应该被一视同仁来对待。它们都是由社会因素或条件引起的，例如文化环境和私利。所有人类知识，和其它存在于人类认知中的事物一样，在其形成过程中必然包含一些社会成分。
用社会学家的方法很难处理自然科学课题，这一点已经被证实，比如美国的科学战争。解构主义方法用于自然科学（如同用于艺术或宗教作品）会伴有风险，这不仅危及自然科学“铁的事实”，同样危及社会学自身的客观性和实证主义传统。将科学成果作为（至少部分是）社会概念的观点并不容易被接受。拉图及其他人指出，自然和社会的分歧关键在于——自然（事物）是先验的，可以检测得到；而社会（国民、国家）是内在的，是人为构造的。这种分歧考虑到大量实物产出（技术-自然混合）和大规模全球性问题，同时使这种区别受到威胁。例如，《我们从未现代过》建议重新连接社会和自然两个世界，使“thing”（事物）回归现代化之前的用法——将物体定位为混合制造的，并且由人、事物和概念的公开交互来详细检查。
科学论学者，如特雷弗·平奇和史蒂夫·伍尔加，已经于1980年代开始涉及“技术”，并将他们的领域叫做“科技与社会”。这种“转向技术”的趋势，将科学论引入与科技和社会项目专业学者的交流。
最近，一种称为映射争论的新奇方法已经在科研实践者中获得认可，并被工程和建筑学校引入作为学生课程。2002年，哈里·科林斯和罗伯特·埃文斯提出了科学论的第三次浪潮（《第三次浪潮》中的双关语），即研究专门知识和经验，以响应最近的趋势，化解专家和公众间的界限。

## 在自然和人为灾难中的应用

### 在切尔诺贝利之后牧羊

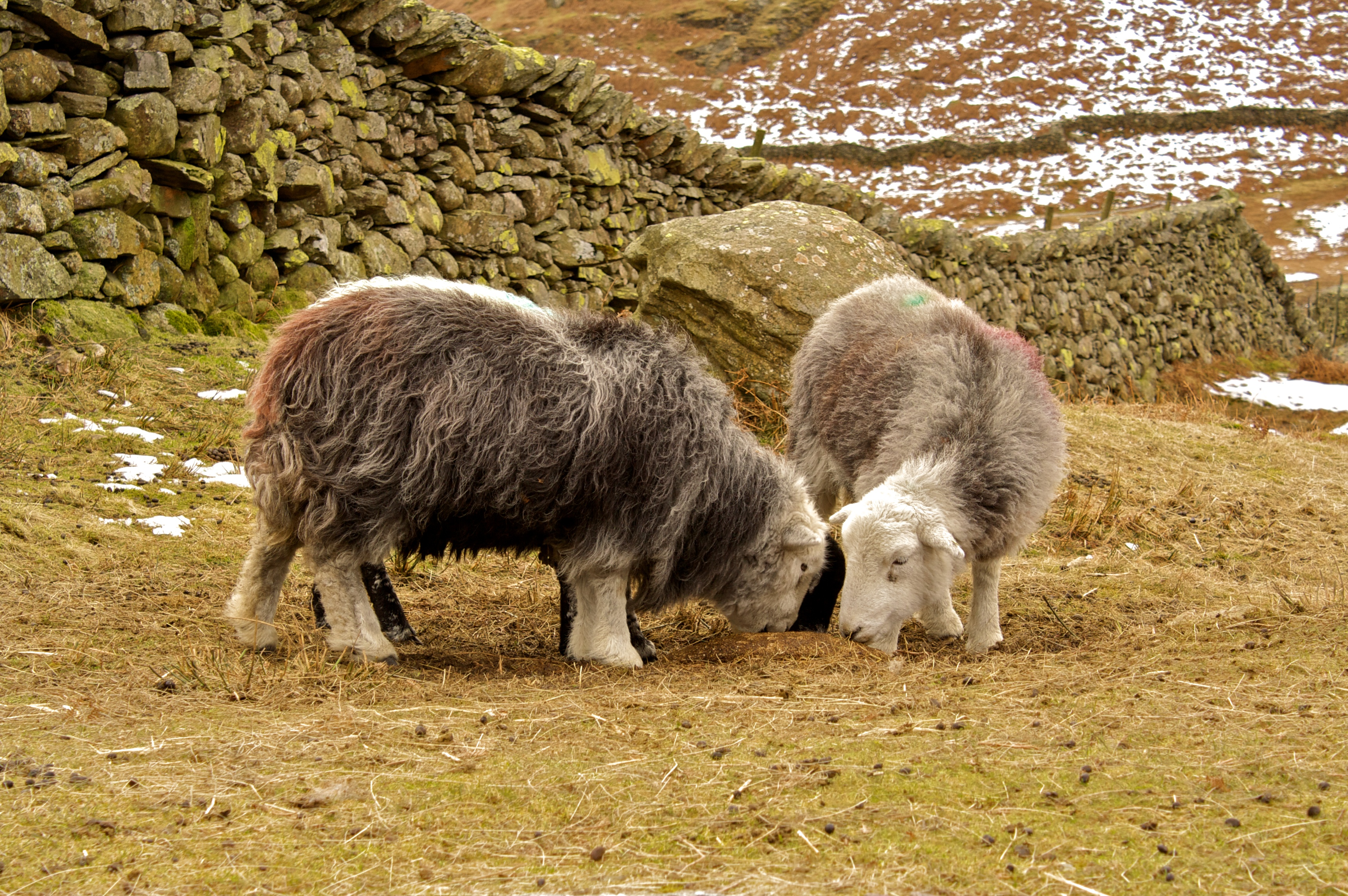
在坎布里亚放牧的贺德威克绵羊

科学信息及其与外行人的交互是一个相当复杂的问题，布莱恩·魏恩关于切尔诺贝利核事故之后在坎布里亚牧羊的研究便是一例。他详细介绍了坎布里亚牧羊者的反应，他们因为1986年切尔诺贝利核事故导致的核污染而受到了行政限制。牧羊者遭受了经济损失，他们抵抗强加的条例规定，被认为既不合理又不合适。后来发现，放射源实际上是塞拉菲尔德核废料回收设施；因此，对该限制的持续时间负责的专家们是完全错误的。这个例子告诉我们，多方尝试将会更好，可以借助当地非专业人员的知识和经验，因为他们往往具有很强的地理和历史背景。

### 火山学的科研

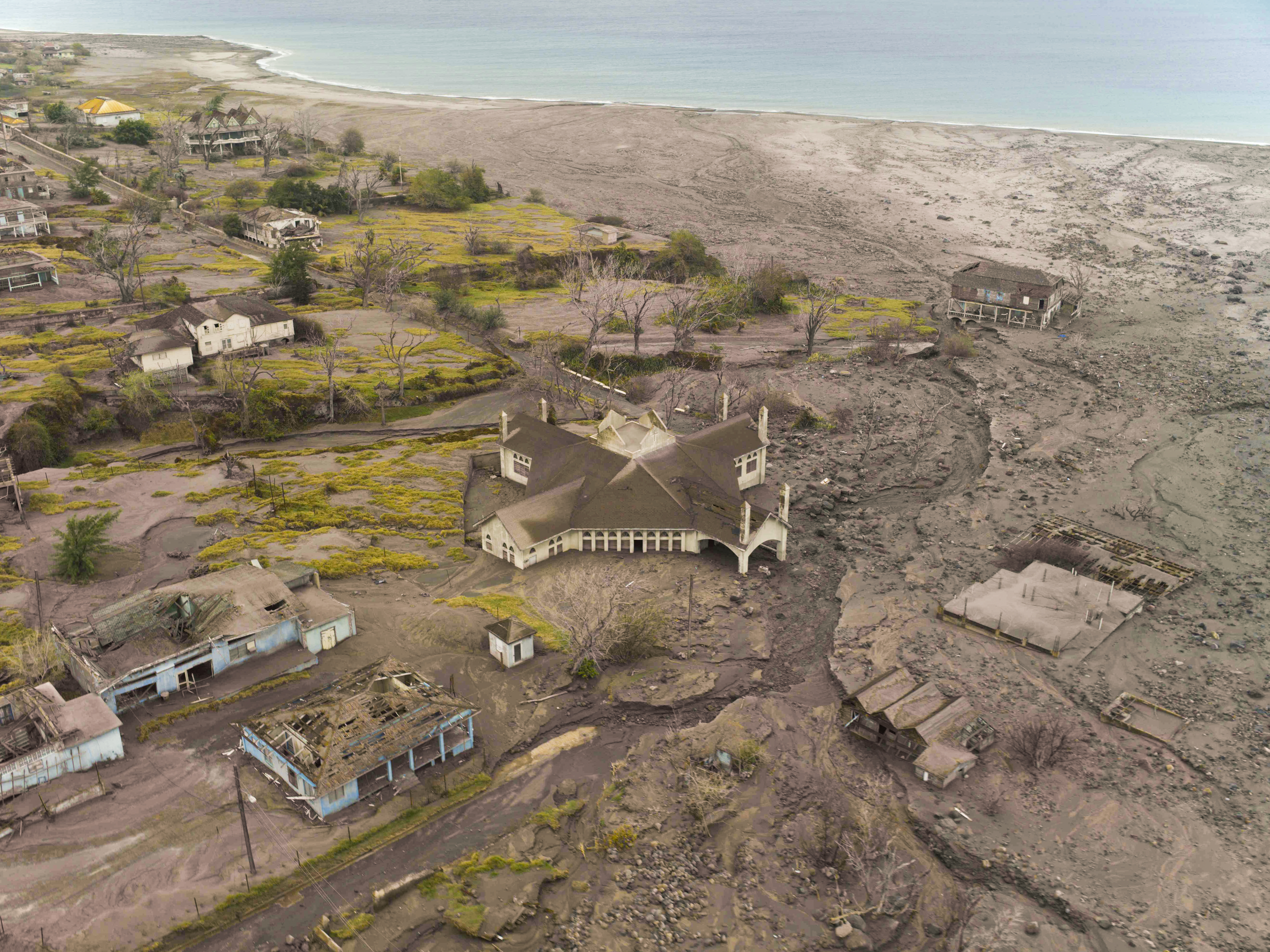
2007年蒙特塞拉特苏弗里埃尔火山喷发的后果

Donovan et al. (2012)使用了科技研究，并分别描述了对“火山学社会研究”的科学论，以及对各种活火山的知识和专家意见的产生。它包含了一个对火山学家的调查——2008年和2009年，在现场工作季节，采访了英国、蒙特塞拉特、意大利和冰岛的科学家。Donovan et al. (2012)问这些专家研究火山的目的，以及他们认为历史上最重要的喷发是什么。该调查试图确定对火山学这门科学有影响的喷发，并评估科学家在政策制定中的作用。
一个主要的焦点是对1997年蒙特塞拉特火山爆发的影响。那次喷发是一个黑天鹅效应的经典例子，它直接导致（仅）19人死亡。然而这次喷发却对当地社会造成了重大影响，并摧毁了重要的基础设施，比如岛上的机场。大约7,000人，约三分之二的人口离开了蒙特塞拉特，其中4,000人去了英国。蒙特塞拉特的案例给了火山学家巨大的压力，因为他们的专业知识突然变成了各种公共政策方法的主要驱动。在这种情况下，科研方法提供了宝贵的见解。在科学家当中有各种错误传达。匹配科学的不确定性（如火山骚乱），或者要求在政治建议方面有一个统一的声音，都是一种挑战。蒙特塞拉特火山学家开始使用统计启发模型来估计特定事件的概率，一个更主观的方法，可以一步步地结合舆论和基于经验的专门知识。它还涉及当地的知识和经验。
火山学作为一门科学，目前面临其认识论基础的变化。这门科学开始涉及风险评估和风险管理的更多研究。这就要求一个新的、综合的方法论，它将超越科学学科的界限进行知识收集，而将定性和定量结果结合在一个结构化的整体中。

## 专家与民主
在西方民主社会，科学已经成为主力，这取决于创新和技术（与风险社会相比）来定位其风险。对科学的信仰可能会与那些科学家自己非常不同，其原因是，比如道德观、认识论或政治动机。专家的意见，在与外行人的交互过程中是权威性的，并且是所有种类的决策者，但在现代风险社会中也会受到挑战。这是由学者按照乌尔利希·贝克的理论提出的。专家意见的角色在现代民主中是科研学者间辩论的重要主题。一些人主张更宽泛地、多元地理解专家意见（如希拉·扎萨诺夫和布莱恩·韦恩），而其他人则主张更微妙地理解专家意见及其社会功能（如柯林斯和埃文斯）。